# Pelloloma
Pelloloma là một chi ruồi trong họ Syrphidae.